# Bouillon Clark Lubs
 (décembre 2020).
Si vous disposez d'ouvrages ou d'articles de référence ou si vous connaissez des sites web de qualité traitant du thème abordé ici, merci de compléter l'article en donnant les références utiles à sa vérifiabilité et en les liant à la section « Notes et références ».
La bouillon Clark Lubs est un milieu de culture. Il est également appelé milieu RM-VP, Rouge de Methyl (RM) ou Voges-Proskauer (VP).

## Usage
Il sert à mettre en évidence des voies fermentaires des entérobactéries :
- Voie du butan-2,3-diol (test VP) ;
- Voie des acides mixtes (test RM).

## Composition
Il se compose de 5g de peptone, 5g de glucose, 5g d'hydrogénophosphate de potassium et d'eau distillée. Le pH doit être égal à 7,5.

## Préparation
Il faut en mettre 15 g par litre. La stérilisation se fait de manière classique ou par filtration.

## Ensemencement
En milieu stérile, il faut rajouter 2-3 gouttes de suspension bactérienne à analyser puis laisser incuber de 24 à 48 heures à la température voulue (37 degrés en général).

## Révélation
La révélation du test VP se fait en ajoutant 2 gouttes de base forte (soude ou potasse) et d'α-naphtol au milieu en laissant le milieu oxygéné. Si le milieu se colore en rouge, la souche est VP+. Sinon, la souche est VP-.